# Cardiocondyla wroughtonii
Cardiocondyla wroughtonii es una especie de hormiga del género Cardiocondyla, tribu Crematogastrini, familia Formicidae. Fue descrita científicamente por Forel en 1890.
Se distribuye por Comoras, Kenia, Madagascar, Mauricio, Mayotte, Nigeria, Reunión, Seychelles, Somalia, Tanzania, Uganda, Brasil, Cuba, Guayana Francesa, Guadalupe, Martinica, México, Estados Unidos, Borneo, Camboya, China, India, Indonesia, Israel, Japón, Laos, Malasia, Omán, Filipinas, Arabia Saudita, Singapur, Sri Lanka, Taiwán, Tailandia, Vietnam, Australia, Polinesia Francesa, Hawái, Nueva Caledonia y Papúa Nueva Guinea. Se ha encontrado a elevaciones de hasta 1750 metros. Habita en bosques húmedos, selvas tropicales y jardines.